# 정철수 (독립운동가)
정철수(1923년 12월 22일 ~ 1989년 2월 17일)는 경기도 용인 출신의 독립운동가, 극작가, 민족교육자이다. 포은 정몽주 선생의 23대 종손이다.

## 생애
경성 제2고보(현 경복고등학교)와 보성전문학교(현 고려대학교)를 졸업했다. 1944년 1월 20일, 보성전문 졸업을 앞두고 일제에 의해 학도병으로 강제 징집되어 중국 산동성 지난의 일본군 부대에서 복무하다가 동료 2명과 탈출하여 태항산 조선의용군에 가담하여 일제와 싸웠다.
해방 후 길림 지역으로 이동하여 조선의용군 제5지대의 일원으로 선전 홍보 활동을 하다, 만주국 멸망 후 소련군에 포로가 된 일본 민간인 600여명의 목숨을 구했다.
1944년부터 1948년까지 <강제징병>, <태양기 아래의 사람들> 등 수많은 연극의 극본을 집필했다. 1948년 군 제대 후 민족 교육에 투신하여 길림 조선족 중학교 초대 교장이 되었다.
중국작가협회 연변분회에서 잡지 <아리랑>의 편집위원으로 근무하다 ‘반우파투쟁’에 연루되어 노동개조형을 받았고, 문화대혁명 기간에는 연변인쇄공장에서 탄부로 일하며 20년 가까이 극심한 고초를 겪기도 했다. 이후 1979년 신원이 회복되어 연변대학교에 교수로 근무했다.
1984년 KBS 라디오방송 ‘북간도 동포에게’를 통해 노모가 자신을 찾는다는 소식을 듣고 40여년 만에 고국 방문, 1986년 10월 10일에 가족과 함께 영구 귀국하였고, 1989년 2월 17일 폐암으로 영면했다.

## 연표
- 1923년 12월 22일(음력 11월 25일): 경기도 용인군 모현면 능원리 71번지에서 출생 (부친 : 정의열, 모친 : 김준식, 포은 정몽주 선생 23대 종손)
- 1944년 1월 20일: 보성전문학교 졸업을 앞두고 일본학도지원병으로 강제 징집되어 대구 24부대 입영
- 1944년  3월 25일: 중국 산동성 제남(濟南)의 일본 부대에서 탈출
- 1944년  4월 17일(음력 3월 2일): 조선독립동맹 조선의용군의 본부가 있는 태항산 자락 화북성 섭현 하남점에 도착. 조선독립동맹 조선의용군에 가맹, 고철(高哲)로 개명[자신을 구해준 고용의 성 ‘고’와 이름의 ‘철’자를 따옴]
- 1946년 5월: 길동군분구의 정치부 선전교육부 선전과장과 선교과장을 맡음
- 1948년 4월 5일: 퇴역 후 연변일보사 입사(편집담당)
- 1948년 12월~1950년 3월 6일: 연길현정부 교육과장으로 부임
- 1950년 3월: 길림시 길림조선족중학교 초대 교장으로 부임
- 1952년 4월~11월: ‘삼반오반운동’에 연루되어 길림교도소에 수감됨
- 1957년 8월~1958년 4월: 중국작가협회 연변분회 잡지 <아리랑> 편집부장으로 근무
- 1958년5월~1962년 8월: 반우파투의 여파로 자산계급우파로 몰려 화룡현 와룡향으로 강제 이주 후 노동개조형을 당함
- 1962년 9월~1978년 7월: 우파분자로 지적되어 연변 인쇄창에서 보일러공으로 근무
- 1979년 11월~1984년 3월: 연변자치주 주장 조남기의 주선으로 연변대학교 일어계 교수로 부임
- 1984년: 40년 만에 고국 방문. 모친 등 가족과 재회
- 1985년 10월: 《중국조선민족발자취총서》 편찬사업위원회에 참가
- 1986년 10월 10일: 부인 김순옥, 아들 정래정 내외와 함께 대한민국으로 영구 귀환
- 1989년 2월 17일: 포은종가 선영에 영면
- 2011년 8월 15일: 대한민국 독립유공자 공훈표창